# Latarnia morska Vormsi
Latarnia morska Vormsi (est. Vormsi tuletorn) znajduje się w północno-zachodniej części wyspy Vormsi w Estonii, we wsi Saxby. Na liście świateł nawigacyjnych Estonii - rejestrze Urzędu Transportu Morskiego (Veeteede Amet) w Tallinnie - ma numer 595.
Pierwsza latarnia o wysokości 17 m, została zbudowana w 1864 roku. Wkrótce okazało się, że nie jest wystarczająco widoczna i nową latarnię, o 7 metrów wyższą, zamówiono w  Lipawie. Została postawiona w 1871 roku. Stara została przeniesiona na niewielką wysepkę Vaindloo jako nowa latarnia. Położoną w Zatoce Fińskiej w jednej trzeciej drogi pomiędzy estońskim miastem Kunda, a fińskim Porvoo. Wysoka na 24 m żelazna wieża ma kolor biały, sama latarnia jest czerwona. Światło białe, czerwone lub zielone (zależnie od kierunku). Obiekt jest wpisany na listę narodowych zabytków Estonii pod numerem 15601.